# 정재훈 (1979년)
정재훈(1979년 4월 6일 ~)은 대한민국의 가수다. 2016년 싱글 앨범 [여름의 태양]으로 데뷔했다.

## 방송
- 히든싱어 4 (2015) 
  - 시즌 4 신해철편 준우승
  - 시즌 4 왕중왕전 5위

## 음반
- 여름의 태양 (2016)
- 그 날 (2016)
- 히든크롬6 (2016)